# Nagatinskij Zaton (stanice metra v Moskvě)
Nagatinskij Zaton (rusky Нагатинский Затон) je stanice moskevského metra na lince Bolšaja kolcevaja, která byla zprovozněna 1. března 2023 v rámci úseku Kachovskaja - Nižegorodskaja. V tento den byly slavnostně zprovozněny všechny dosud nezprovozněné stanice na této lince, provoz slavnostně spustil prezident Ruska Vladimir Putin. Stanice je pojmenována podle čtvrti, ve které se nachází a její název je možno přeložit jako "Nagatinská zátoka".

## Charakter stanice
Stanice Nagatinskij Zaton se nachází ve stejnojmenné čtvrti na břehu řeky Moskvy u domu č. p. 3 v Kolomenské ulici (Коломенская улица) v místě bývalých garáží a 500 metrů od areálu bývalých loděnic. Stanice disponuje jedním vestibulem s výstupem ke Kolomenské ulici ze strany řeky. V roce 2023 započala výstavba přes zátoku výstavba mostu, který spojí stanici s ulicemi Rečnikov (Улица Речников) a Sudostrojitělné (Судостроительная улица).       
Hlavní myšlenkou podoby stanice je představit ji cestujícím ve formě muzea věnovaného obyvatelům moskevských řek a zejména Nagatinské zátoky. Velké realistické obrazy ryb, vytvořené z přírodního kamene technikou florentské mozaiky tak zdobí stěny na nástupištích a staly se jejím hlavním odlišujícím prvkem od ostatních stanic. Největší z mozaik je mozaika štiky, která má rozměry 14 krát 3,6 metru. Jejich autorem je Maxim Kozlov. Vestibul stanice je pak vyzdoben miniaturními obrázky ryb, vyrobených pomocí frézování mramoru a vyplněných barvou. V interiérech stanice byly k obložení stěn, podlahy a stropů použity bílé hliníkové kompozitní stropní panely a leštěné podlahové desky z přírodní žuly. Na obklad stěn byla použita gabro žula bílé barvy. Vstupní pavilon má stěny z nárazuvzdorného skla, stěny kolem schodiště jsou z přírodní žuly, strop je z vláknobetonových panelů s obkladem imitujícím rybí šupiny.       
Trať metra je zde vybudována v dvoukolejném tunelu, proto stanice Klenovyj bulvar má dvě boková nástupiště, jež jsou propojena s vestibulem prostřednictvím výtahů a eskalátorů, které však končí nad úrovní nástupišť. Zbytek musí cestující dojít po schodišti, nástupiště jsou propojena mostem.        

## Fotogalerie
- Nagatinskij Zaton - nástupiště
- Vestibul stanice Nagatinskij Zaton
- Nástupiště s mozaikou ryby během výstavby stanice
- Nástupiště s mozaikou ryby během výstavby stanice
- Nástupiště s mozaikou ryby během výstavby stanice
- Nástupiště s mozaikou ryby během výstavby stanice